# Art Bell
Arthur William „Art“ Bell, III (* 17. Juni 1945 in Jacksonville, North Carolina; † 13. April 2018 in Pahrump, Nevada) war ein US-amerikanischer Autor, Radiomoderator und einer der Gründer der in den Vereinigten Staaten bekannten Radioshow für Paranormales und Verschwörungstheorien Coast to Coast AM. Er gehörte zeitweise zu den vier meistgehörten Radiomoderatoren der USA.
Ab der Gründung der Sendung bis zu seinem Ruhestand 2007 und auch danach noch als Gast moderierte er die Sendung Coast to Coast AM (Premiere Networks).

## Leben
Art Bell III wurde in Jacksonville, North Carolina als Sohn von Arthur Bell, Jr., einem Captain des United States Marine Corps, und Jane Gumaer Bell, einer Marine-Drill-Instructor, geboren. Schon seit seiner Jugend am Thema Radio interessiert, erlangte er im Alter von 13 Jahren eine Funkamateur-Lizenz. Sein Rufzeichen ist W6OBB.
Bell diente in der U.S. Air Force als Sanitäter im Vietnamkrieg und betrieb in seiner Freizeit einen Piratensender auf der Amarillo Air Force Base. Nach seiner Militärzeit arbeitete er als Disc Jockey für KSBK, einen englischsprachigen Sender in Okinawa, Japan. In die USA zurückgekehrt, studierte Bell an der University of Maryland, College Park Elektroingenieurwesen.
Ab 1984 moderierte er dort eine lokale, konservative Politiktalkshow. Er verließ die Universität und arbeitete ab 1986 bei KDWN in Las Vegas, Nevada. Dort startete er 1992 die Sendung Coast to Coast AM. Zunächst gehörte die Sendung zu den klassischen konservativen Talkshows, bei denen es in dieser Zeit um die Präsidentschaftskandidatur des parteilosen Bewerbers Ross Perot und eine Kritik an der Erstürmung der Ranch der Davidianer-Sekte in Waco ging. Später driftete die Sendung in die Diskussionen über paranormale Phänomene ab. Art Bell wurde in dieser Zeit auch Mitglied der anarchokapitalistischen Libertarian Party. Seit 1993 wird die Show vom Premiere Networks, einem der führenden Programmvermarkter „syndicated“. Zwischen 2000 und 2001 zog sich Bell aus der Show zurück und Mike Siegel aus Seattle übernahm. Seit Art Bells Semi-Ruhestand 2003 moderiert Siegel das Programm.
Bell wohnte seit den 1980er Jahren am Rande der Wüstensiedlung Pahrump. In der Nähe liegt die Area 51, in der Nellis Range. Im Oktober 1998 verschwand Bell zwei Wochen aus dem Äther. Er wolle nie wieder senden, da sich etwas „Schreckliches, Bedrohliches“ ereignet habe, erklärte er später. Bells 18-jähriger Sohn hatte einen Lehrer angezeigt, weil dieser ihn angeblich sexuell missbraucht habe. Der Moderator berichtete von Angriffen und Bedrohungen auf seine Person, ohne dass Beweise dafür vorlagen.
Art Bell wurde 2008 in die „National Radio Hall of Fame“ aufgenommen.

## Show
Art Bell sendete aus einer Baracke in der Wüste von Nevada, in der er auch wohnte, die 65 Meilen von Las Vegas entfernt liegt.
Laut The Washington Post war Bell im Jahr 1997 einer der führenden Radiomoderatoren. Laut dem Oregonian aus dem gleichen Jahr lief Coast to Coast AM auf 460 Radiostationen. Auf dem Höhepunkt ihrer Beliebtheit wurde Coast to Coast AM von mehr als 500 Radiostationen verbreitet und erreichte jede Nacht rund 15 Millionen Hörer.
Des Weiteren moderierte Bell auch die Show Dreamland mit gleichen Inhalten.

## Rezeption
Der Spiegel nannte Bell 1999 „Amerikas schrägsten Radiomoderator“. Sein Programm sei Ausdruck einer „[…] in Amerika wachsenden Begeisterung für Verschwörungstheorien, Weltallmythen und apokalyptische Zukunftsvisionen.“